# Liste der Bodendenkmale in Hilter am Teutoburger Wald
In der Liste der Bodendenkmale in Hilter am Teutoburger Wald sind die Bodendenkmale der niedersächsischen Gemeinde Hilter am Teutoburger Wald aufgeführt. Die Quelle ist der Denkmalatlas Niedersachsen.
- Bitte beachten Sie, dass diese Liste keinen Anspruch auf Vollständigkeit erhebt.
- Die Angaben ersetzen nicht die rechtsverbindliche Auskunft der zuständigen Denkmalschutzbehörde.
- Es sind nur Daten aus dem Denkmalatlas verarbeitet.
- Der Stand der Liste ist der 24. Mai 2025.

Hilter am Teutoburger Wald im Landkreis Osnabrück

## Allgemein
In den Spalten finden sich folgende Informationen des Bodendenkmales:
| Lage         | geographische Koordinaten                                                           |
| Bezeichnung  | Bezeichnung lt. Denkmalatlas                                                        |
| Beschreibung | Beschreibung lt. Denkmalatlas                                                       |
| ID           | Objekt-ID                                                                           |
| Bild         | Bild, ggf. zusätzlich mit Link zu weiteren Fotos im Medienarchiv Wikimedia Commons. |

## Ebbendorf
| Lage                      | Bezeichnung            | Beschreibung                                                                                                  | ID       | Bild |
| ------------------------- | ---------------------- | --- | -------- | ---- |
| 52° 12′ 6″ N, 8° 7′ 58″ O | Ebbendorf 1, Grabhügel | Durchmesser ca. 13 m und Höhe ca. 0,7 m. Rund. Rand abgesetzt, sehr große Kuppenmulde. Dm. 4 m; T. bis 0,7 m. | 28956951 | BW   |

## Eppendorf
| Lage                      | Bezeichnung            | Beschreibung | ID       | Bild |
| ------------------------- | ---------------------- | --- | -------- | ---- |
| 52° 9′ 9″ N, 8° 10′ 59″ O | Eppendorf 3, Grabhügel | Durchmesser ca. 14,5 m und Höhe ca. 1,2 m. Rund. Im Zentrum eine runde Eintrichterung. Dm. 3 m; T. ca. 0,6 m. Rand flach auslaufend. | 28956950 | BW   |
| 52° 9′ 9″ N, 8° 11′ 3″ O  | Eppendorf 4, Grabhügel | Durchmesser ca. 5 m und Höhe ca. 0,4 m. Rund. An O-Seite Holzrückspuren.                                                             | 28956953 | BW   |
| 52° 9′ 6″ N, 8° 11′ 21″ O | Eppendorf 5, Grabhügel | Durchmesser ca. 6 m und Höhe ca. 0,5 m. Rund. Dm. 6 m; H. 0,5 m. Rand abgesetzt. Steine.                                             | 28956949 | BW   |

## Hankenberge
| Lage                       | Bezeichnung             | Beschreibung | ID       | Bild |
| -------------------------- | ----------------------- | --- | -------- | ---- |
| 52° 9′ 15″ N, 8° 10′ 50″ O | Hankenberge 28, Hohlweg | Zwei bis drei annähernd parallele Hohlwege, die sich mehrfach gabeln und wieder zusammenführen. T. bis 4 m; Sohl-Br. bis 2 m; lichte Br. bis 9 m. - Teilstück ID: 37016681 | 28956952 | BW   |